# Sean Longstaff
Sean Longstaff (North Shields, 30 oktober 1997) is een Engels voetballer die doorgaans speelt als centrale middenvelder. Hij verruilde Newcastle United in juli 2025 voor Leeds United .

## Clubcarrière
Longstaff speelde van 2006 tot en met 2016 in de jeugdopleiding van Newcastle United. Hij kwam daarna niet meteen in aanmerking voor het eerste elftal. Newcastle verhuurde hem daarom in januari 2017 voor vijf maanden aan Kilmarnock, uitkomend in de Scottish Premiership. Hij bracht het daaropvolgende seizoen vervolgens op huurbasis door bij Blackpool, in de League One. Hij stond bij beide teams vrijwel iedere wedstrijd in de basis.
Longstaff keerde voor het seizoen 2018/19 terug naar Newcastle. Hier kreeg hij in november 2018 een vierjarig contract aangeboden. Hij maakte op 26 december 2018 zijn debuut in de Premier League, op Anfield tegen Liverpool. Hij viel toen zeventien minuten voor tijd in voor Kenedy. Longstaff maakte op 26 februari 2019 zijn eerste competitiedoelpunt voor Newcastle, toen hij in de 38ste minuut de 2–0 op het bord zette tegen Burnley. Dat was ook de einduitslag. Longstaff blesseerde zich op 2 maart 2019 tijdens een wedstrijd tegen West Ham United aan zijn knie. Het letsel bleek dusdanig ernstig dat zijn seizoen erop zat.
Longstaff keerde in 2019/20 terug in het team. Hij kwam dat seizoen 23 speelronden in actie, waarvan 14 als basisspeler. Hij speelde ook in de volgende twee seizoenen een vergelijkbare rol bij Newcastle United. Coach Eddie Howe promoveerde Longstaff in 2022/23 na twee maanden tot vaste basisspeler. Zijn ploeggenoten en hij eindigden dat jaar op de vierde plaats in de Premier League. Daarmee plaatste Newcastle United zich voor het eerst in twintig jaar voor de Champions League. Longstaff speelde op 19 september 2023 zijn eerste wedstrijd in de Champions League. Het werd die dag 0–0 uit bij AC Milan.

## Clubstatistieken
| Seizoen | Club             | Competitie           | Competitie | Competitie | Beker | Beker | Internationaal | Internationaal | Totaal | Totaal |
| Seizoen | Club             | Competitie           | Wed.       | Dlp.       | Wed.  | Dlp.  | Wed.           | Dlp.           | Wed.   | Dlp.   |
| ------- | ---------------- | -------------------- | ---------- | ---------- | ----- | ----- | -------------- | -------------- | ------ | ------ |
| 2016/17 | Newcastle United | Premier League       | 0          | 0          | 0     | 0     | —              | —              | 0      | 0      |
| 2016/17 | → Kilmarnock     | Scottish Premiership | 16         | 3          | 1     | 0     | —              | —              | 17     | 3      |
| 2017/18 | → Blackpool      | League One           | 42         | 8          | 2     | 0     | —              | —              | 44     | 8      |
| 2018/19 | Newcastle United | Premier League       | 9          | 1          | 4     | 1     | —              | —              | 13     | 2      |
| 2019/20 | Newcastle United | Premier League       | 23         | 1          | 6     | 0     | —              | —              | 29     | 1      |
| 2020/21 | Newcastle United | Premier League       | 22         | 0          | 5     | 0     | —              | —              | 27     | 0      |
| 2021/22 | Newcastle United | Premier League       | 24         | 1          | 2     | 0     | —              | —              | 26     | 1      |
| 2022/23 | Newcastle United | Premier League       | 33         | 1          | 8     | 2     | —              | —              | 41     | 3      |
| 2023/24 | Newcastle United | Premier League       | 6          | 1          | 0     | 0     | 1              | 0              | 7      | 1      |
| Totaal  | Totaal           | Totaal               | 175        | 16         | 28    | 3     | 1              | 0              | 204    | 19     |

Bijgewerkt op 26 september 2023.

## Privé
Longstaff is de oudere broer van Matthew Longstaff, die van 2019 tot 2023 ook onder contract stond bij Newcastle United. Hun vader David Longstaff speelde 101 interlands voor het Britse ijshockeyteam.